# Ведин Мусич
Ведин Мусич (босн. Vedin Musić, нар. 11 березня 1973, Грачаниця) — боснійський футболіст, що грав на позиції захисника та півзахисника. Виступав у складі національну збірну Боснії і Герцеговини.

## Клубна кар'єра
Народився 11 березня 1973 року в місті Грачаниця. Розпочав грати на батьківщині за «Слободу» (Тузла). 1996 року перебрався до Туреччини, де став гравцем «Істанбулспора», в якому провів два сезони, взявши участь у 39 матчах чемпіонату. Згодом з 1998 по 2001 рік грав за іншу місцеву команду, «Антальяспор».
У вересні 2001 року перейшов до «Комо» з італійської Серії В, де він у сезоні 2001/02 зіграв 33 матчі та забив 2 голи, допомігши команді посісти перше місце і вийти до Серії А. У вищому дивізіоні він провів наступного сезону 29 ігор і забив 3 голи, але команда стала сімнадцятою і вилетіла з еліти. В результаті він перейшов у іншу команду Серії А «Модену». Проте і ця команда в першому ж сезоні вилетіла в Серію B, де Ведин провів ще рік.
У серпні 2005 року перейшов до «Торіно», який все ще перебував у Серії В, допомігши команді за підсумками сезону 2005/06 вийти до вищого дивізіону. Втім у Серії А гравець зіграв лише один матч, тому на початку 2007 року був відданий в оренду у «Тревізо», зігравши 17 ігор у Серії В до кінця сезону.
У липні 2007 року став гравцем клубу Серії С «Падова», де провів один сезон, після чого ще по року пограв за інші команди третього дивізіону «Про Патрія» та «Ареццо».
Завершив ігрову кар'єру у команді «Челік» (Зеніца), за яку виступав протягом 2010—2011 років.

## Виступи за збірну
30 листопада 1995 року дебютував в офіційних матчах у складі національної збірної Боснії і Герцеговини в історичній першій офіційній грі збірної проти Албанії, яку боснійці програли 0:2.
Останній матч за збірну провів 6 червня 2007 року у відбірковому матчі до чемпіонату Європи 2008 року проти Мальти (1:0). Загалом протягом кар'єри в національній команді, яка тривала 13 років, провів у її формі 45 матчів.

## Статистика виступів

### Статистика виступів за збірну
| Дата       | Місто      | Господарі            | Результат | Гості                | Турнір            | Голи | Примітки |
| ---------- | ---------- | -------------------- | --------- | -------------------- | ----------------- | ---- | -------- |
| 30-11-1995 | Тирана     | Албанія              | 2 – 0     | Боснія і Герцеговина | товариський матч  | -    |          |
| 24-4-1996  | Зениця     | Боснія і Герцеговина | 0 – 0     | Албанія              | товариський матч  | -    | 66'      |
| 1-9-1996   | Каламата   | Греція               | 3 – 0     | Боснія і Герцеговина | Відбір до ЧС 1998 | -    | 60'      |
| 6-11-1996  | Сараєво    | Боснія і Герцеговина | 2 – 1     | Італія               | товариський матч  | -    | 60'      |
| 18-12-1996 | Манаус     | Бразилія             | 1 – 0     | Боснія і Герцеговина | товариський матч  | -    | 62'      |
| 2-4-1997   | Сараєво    | Боснія і Герцеговина | 0 – 1     | Греція               | Відбір до ЧС 1998 | -    | 78'      |
| 8-6-1997   | Копенгаген | Данія                | 2 – 0     | Боснія і Герцеговина | Відбір до ЧС 1998 | -    | 65'      |
| 5-11-1997  | Туніс      | Туніс                | 2 – 1     | Боснія і Герцеговина | товариський матч  | -    |          |
| 11-10-2000 | Тель-Авів  | Ізраїль              | 3 – 1     | Боснія і Герцеговина | Відбір до ЧС 2002 | -    |          |
| 28-2-2001  | Зениця     | Боснія і Герцеговина | 1 – 1     | Угорщина             | товариський матч  | -    |          |
| 24-3-2001  | Сараєво    | Боснія і Герцеговина | 1 – 1     | Австрія              | Відбір до ЧС 2002 | -    |          |
| 28-3-2001  | Вадуц      | Ліхтенштейн          | 0 – 3     | Боснія і Герцеговина | Відбір до ЧС 2002 | -    |          |
| 2-6-2001   | Ов'єдо     | Іспанія              | 4 – 1     | Боснія і Герцеговина | Відбір до ЧС 2002 | -    |          |
| 15-8-2001  | Сараєво    | Боснія і Герцеговина | 2 – 0     | Мальта               | товариський матч  | -    |          |
| 1-9-2001   | Сараєво    | Боснія і Герцеговина | 0 – 0     | Ізраїль              | Відбір до ЧС 2002 | -    |          |
| 5-9-2001   | Відень     | Австрія              | 2 – 0     | Боснія і Герцеговина | Відбір до ЧС 2002 | -    | 18'      |
| 7-10-2001  | Зениця     | Боснія і Герцеговина | 5 – 0     | Ліхтенштейн          | Відбір до ЧС 2002 | -    |          |
| 27-3-2002  | Зениця     | Боснія і Герцеговина | 4 – 4     | Північна Македонія   | товариський матч  | -    |          |
| 17-4-2002  | Загреб     | Хорватія             | 2 – 0     | Боснія і Герцеговина | товариський матч  | -    |          |
| 7-9-2002   | Сараєво    | Боснія і Герцеговина | 0 – 3     | Румунія              | Відбір до ЧЄ 2004 | -    |          |
| 11-10-2002 | Сараєво    | Боснія і Герцеговина | 1 – 1     | Німеччина            | товариський матч  | -    |          |
| 16-10-2002 | Осло       | Норвегія             | 2 – 0     | Боснія і Герцеговина | Відбір до ЧЄ 2004 | -    |          |
| 12-2-2003  | Кардіфф    | Уельс                | 2 – 2     | Боснія і Герцеговина | товариський матч  | -    |          |
| 29-3-2003  | Зениця     | Боснія і Герцеговина | 2 – 0     | Люксембург           | Відбір до ЧЄ 2004 | -    |          |
| 2-4-2003   | Копенгаген | Данія                | 0 – 2     | Боснія і Герцеговина | Відбір до ЧЄ 2004 | -    | 65'      |
| 7-6-2003   | Крайова    | Румунія              | 2 – 0     | Боснія і Герцеговина | Відбір до ЧЄ 2004 | -    |          |
| 6-9-2003   | Зениця     | Боснія і Герцеговина | 1 – 0     | Норвегія             | Відбір до ЧЄ 2004 | -    | 69'      |
| 10-9-2003  | Люксембург | Люксембург           | 0 – 1     | Боснія і Герцеговина | Відбір до ЧЄ 2004 | -    |          |
| 11-10-2003 | Сараєво    | Боснія і Герцеговина | 1 – 1     | Данія                | Відбір до ЧЄ 2004 | -    |          |
| 31-3-2004  | Люксембург | Люксембург           | 1 – 2     | Боснія і Герцеговина | товариський матч  | -    |          |
| 28-4-2004  | Зениця     | Боснія і Герцеговина | 1 – 0     | Фінляндія            | товариський матч  | -    |          |
| 8-9-2004   | Зениця     | Боснія і Герцеговина | 1 – 1     | Іспанія              | Відбір до ЧС 2006 | -    |          |
| 8-6-2005   | Валенсія   | Іспанія              | 1 – 1     | Боснія і Герцеговина | Відбір до ЧС 2006 | -    | 57'      |
| 17-8-2005  | Таллінн    | Естонія              | 1 – 0     | Боснія і Герцеговина | товариський матч  | -    |          |
| 3-9-2005   | Зениця     | Боснія і Герцеговина | 1 – 0     | Бельгія              | Відбір до ЧС 2006 | -    |          |
| 7-9-2005   | Вільнюс    | Литва                | 0 – 1     | Боснія і Герцеговина | Відбір до ЧС 2006 | -    | 59'      |
| 8-10-2005  | Зениця     | Боснія і Герцеговина | 3 – 0     | Сан-Марино           | Відбір до ЧС 2006 | -    |          |
| 12-10-2005 | Белград    | Сербія та Чорногорія | 1 – 0     | Боснія і Герцеговина | Відбір до ЧС 2006 | -    | 66'      |
| 28-2-2006  | Дортмунд   | Японія               | 2 – 2     | Боснія і Герцеговина | товариський матч  | -    | 62'      |
| 16-8-2006  | Сараєво    | Боснія і Герцеговина | 1 – 2     | Франція              | товариський матч  | -    |          |
| 2-9-2006   | Та-Калі    | Мальта               | 2 – 5     | Боснія і Герцеговина | Відбір до ЧЄ 2008 | -    |          |
| 6-9-2006   | Зениця     | Боснія і Герцеговина | 1 – 3     | Угорщина             | Відбір до ЧЄ 2008 | -    | 46'      |
| 24-3-2007  | Осло       | Норвегія             | 1 – 2     | Боснія і Герцеговина | Відбір до ЧЄ 2008 | -    | 58'      |
| 2-6-2007   | Сараєво    | Боснія і Герцеговина | 3 – 2     | Туреччина            | Відбір до ЧЄ 2008 | -    |          |
| 6-6-2007   | Сараєво    | Боснія і Герцеговина | 1 – 0     | Мальта               | Відбір до ЧЄ 2008 | -    | 90'      |
| Усього     |            | Матчів               | 45        |                      | Голів             | 0    |          |